# Wizardry 8
Wizardry 8 – gra komputerowa z gatunku cRPG wyprodukowana przez nieistniejące już studio Sir-Tech, której światowa premiera odbyła się 15 listopada 2001 roku. Jest to ósma i ostatnia część serii Wizardry. W roku 2013 gra została ponownie wydana przez firmę Night Dive Studios na platformach GOG.com i Steam.

## Powstanie gry
Wizardry 8 zostało wydane dziewięć lat po swojej poprzedniczce – Wizardry VII: Crusaders of the Dark Savant (1992) i pięć lat po wydaniu Wizardry VII w wersji na system Windows 95. David W. Bradley – główny projektant Wizardry VI i Wizardry VII nie był zaangażowany w prace nad grą. Na stanowisku zastąpiła go Brenda Romero (wtedy znana pod nazwiskiem panieńskim Brathwaite), późniejsza żona znanego twórcy gier Johna Romero.

## Fabuła
Celem gry jest zebranie trzech magicznych artefaktów, których Bogowie (zwani w grze Kosmicznymi Lordami) użyli do stworzenia wszechświata. Ten kto wejdzie w posiadanie Astral Dominae – źródła życia, Destinae Dominus – źródła wiedzy i Chaos Moliri – źródła przemian, będzie mógł dokonać rytuału Wniebowstąpienia i stać się nowym Kosmicznym Lordem. Do głównych sił, które mają ambicje dokonać rytuału należą m.in. Mroczny Mędrzec i Mookowie.

## Rozgrywka
W Wizardry 8 gracz patrzy na trójwymiarowy świat z perspektywy pierwszej osoby. Poruszanie się zarówno drużyny gracza jak i przeciwników jest swobodne i wielokierunkowe. Walka odbywa się turowo, jednak można włączyć tryb ciągły. AI ma tendencję do okrążania drużyny gracza, co sprawia, że typowa dla wielu gier cRPG taktyka trzymania magów i kapłanów z tyłu nie sprawdza się (chyba że ustawimy się przed walką plecami np. do ściany). Drużyna gracza składa się z maksymalnie ośmiu postaci – w tym maksymalnie dwóch "miejscowych", których dołączamy do drużyny spotkawszy ich podczas naszych przygód oraz maksymalnie sześciu postaci tworzonych lub wybieranych z gotowych wzorów przez samego gracza na początku rozgrywki. Siła przeciwników jest skalowana do poziomu doświadczenia postaci w drużynie.

## Odbiór gry
Gra została dobrze przyjęta wśród graczy i otrzymała liczne wyróżnienia, jak np. tytuł finalisty w Computer Role Playing Game of the Year czy PC RPG Game of the Year serwisu GameSpy.

## Lokalizacja
Gra została wydana w Polsce przed firmę CD Projekt w kinowej polskiej wersji językowej.